# Jaroslav Motyčka
Jaroslav Motyčka (16. března 1886 Roudnice nad Labem – 3. srpna 1960 Praha) byl československý politik a meziválečný poslanec Národního shromáždění za Československou stranu národně socialistickou.

## Biografie
Podle údajů k roku 1935 byl povoláním redaktorem v Praze-Nuslích. Publikoval ateistické knihy. V roce 1932 se stal starostou nové polovojenské organizace národních socialistů Stráž svobody, která získala jméno podle sokolských stráží svobody z roku 1918.
Po parlamentních volbách v roce 1929 získal za Československou stranu národně socialistickou poslanecké křeslo v Národním shromáždění. Mandát ale získal až dodatečně, v březnu 1935, poté, co rezignoval poslanec Jan Slavíček.